# Филип фон Волф-Метерних
Франц Филип Венцел Мария Антон фон Волф-Метерних (на немски: Franz Philipp Wenzel Maria Anton von Wolff gen. Metternich; * 12 януари 1770 във Верден; † 2 март 1852 във Верден част от Беверунген в Северен Рейн-Вестфалия) е фрайхер от стария вестфалски род Волф, собственик на дворец Верден и пруски съветник, нарича се фон Метерних.
Той е син на фрайхер Клеменс Август фон Волф-Метерних (1738 – 1818) и съпругата му фрайин Мария Терезия фон Хам и Ар (1742 – 1782), дъщеря на фрайхер Франц Бертрам фон Хам и Ар и на Бернхардина Йозефа фон Елверфелдт. Сестра му София Елеонора Волф-Метерних се омъжва 1789 г. за фрайхер Франц Йозеф фон Бренкен (1757 – 1832)
След йезуитското училище в Падерборн Филип следва право в университетите в Гьотинген и Марбург. През 1801 г. той става дрост във Вевелсбург. На 19 март 1803 г. той става съветник на окръг Варбург до 4 януари 1808 г. След това той е под-префект на дистрикт Хьокстер и на 8 април 1817 г. става съветник на окръг Хьокстер. По свое желание той напуска службата си по старост на 19 февруари 1845 г. От 1826 до 1831 г. той е член на провинциалното пруско събрание на Вестфалия. През 1828 г. той не участва в съвещанията.
Той е фидайкомис-господар на дворец Верден и дворец Амелунксен.

## Фамилия
Филип Венцел фон Волф-Метерних се жени на 15 юли 1800 г. в Бьокендорф, част от Бракел за фрайин Доротея фон Хакстхаузен (* 8 август 1780, Бьокендорф, област Хьокстер; † 4 септември 1854, Верден), дъщеря на Вернер Адолф фон Хакстхаузен (1744 – 1823) и фрайин Амалия Мария Анна Доротея фон Вендт-Папенхаузен (1755 – 1829). Тя е леля на поетесата Анете фон Дросте-Хюлзхоф. Те имат три сина и две дъщери:
- Клеменс Август Херман фон Волф-Метерних (* 25 април 1803, Верден; † 27 април 1872, Верден), юрист и политик, главен президент в Бранденбург, женен на 4 септември 1838 г. в Падерборн за Августа фон Хартман (* 18 септември 1818, Падерборн; † 12 януари 1880, Хонебург до Оснабрюк), дъщеря на Фридрих Вилхелм фон Хартман (1784 – 1856) и Мария Анна Далтроп (1795 – 1857); имат дъщеря Анна (1840 – 1923) и син Филип (1842 – 1900)
- Адолфина фон Волф-Метерних (* 18 април 1808, Верден; † 31 май 1879, Бенрат), омъжена на 16 септември 1826 г. във Верден, Вестфалия за фрайхер Карл Франц Максимилиан фон Бьозелагер (* 20 април 1802, Мюнстер; † 5 декември 1869, Хеесен)
- София фон Волф-Метерних (* 18 април 1808, Верден; † 16 юни 1874, Нете), омъжена на 30 ноември 1841 г. във Верден за фрайхер Клеменс фон Боезелагер (* 23 януари 1808, Мюнстер; † 22 септември 1858, Нете)
- Фридрих Зигурт Габриел Ото Йоханес Траугот Хуберт Херман фон Волф-Метерних (* 17 март 1816 в дворец Верден; † 30 декември 1898 в Хьокстер), юрист и съветник, женен на 27 август 1859 г. в Хьокстер за Максимилиана фон дер Декен, дъщеря на Макс Каспар фон дер Декен и Каролина Дункер
- Карл Теодор Филип фон Волф-Метерних (* 1 януари 1820, Верден; † 15 Жул 1879, Бенрат); женен I. на 	25 септември 1849 г. в Рат за фрайин Анна Мария фон Боуршайдт (* 6 декември 1819, Рат; † 25 април 1852, Минден), II. на 20 септември 1853 г. за фрайин София фон Вреде (* 21 октомври 1832, Мешеде; † 1 септември 1861, Бенрат) и има с нея син Фердинанд (1855 – 1919), III. на 8 януари 1867 г. във Фелен за фрайин Александрина фон Ландсберг-Фелен (* 8 февруари 1825, Фелен; † 15 август 1879, Бенрат)